# 용홍택
용홍택(龍洪澤, 1963년~)은 대한민국의 제4대 과학기술정보통신부 제1차관이다.

## 학력
- 광주대동고등학교
- 한양대학교 전기공학과 학사
- 한양대학교 대학원 전기공학과 석사

## 경력
- 1990년 : 26회 기술고시 수석 합격
- 2005.04 과학기술부 혁신기획관
- 2007.05 과학기술부 우주개발정책과 과장
- 2008.03 교육과학기술부 과학기술전략과 과장
- 2012.03 교육과학기술부 국제과학비즈니스벨트기획단 단장
- 2013.04 미래창조과학부 연구개발정책실 연구공동체정책관
- 2016.02 ~ 2016.11 미래창조과학부 미래인재정책국 국장
- 2016.11 ~ 2017.07 미래창조과학부 과학기술정책관
- 2017.07 과학기술정보통신부 과학기술정책관
- 2018.02 과학기술정보통신부 정보통신산업정책관
- 2019.11 ~ 2021.03 과학기술정보통신부 연구개발정책실 실장
- 2021.03 ~ 2022.05 과학기술정보통신부 제1차관
- 2021.03 ~ 2022.05 한국연구재단 비상임이사(당연직)